# Đỗ Hoàng Anh
Đỗ Hoàng Anh (sinh ngày 19 tháng 8 năm 1994) là một á hậu người Việt Nam. Cô đoạt giải Á hậu 2 tại cuộc thi Hoa hậu Việt Nam 2012.

## Tiểu sử
Đỗ Hoàng Anh, sinh ngày 19 tháng 8 năm 1994, tại Hà Nội trong một gia đình gia giáo, mẹ là thạc sĩ Bích Hà giảng viên tại Trường Đại học Văn hóa Hà Nội. Năm 12 tuổi cô đã học múa chuyên nghiệp đến năm 17 tuổi bắt đầu trình diễn thời trang. Năm 2012, Hoàng Anh tham gia cuộc thi Hoa hậu Việt Nam và đoạt giải Á hậu 2, sau cuộc thi cô được chào đón tại các sự kiện. Cùng năm Hoàng Anh đại diện Việt Nam tham dự cuộc thi Hoa hậu Trái Đất nhưng cô không góp mặt trong Top 16 thí sinh đẹp nhất. Năm 2021, Hoàng Anh ra mắt bộ sưu tập "Pre-Fall 2021" do cô lên ý tưởng và lần đầu tham gia sáng tạo.

## Đời tư
Hoàng Anh kết hôn vào ngày 7 tháng 3 năm 2017 với chồng là Đức Anh hơn cô 3 tuổi, hôn lễ tổ chức tại Trung tâm Hội nghị Quốc gia, Hà Nội. Hiện cô đã là mẹ của hai con.